# Kariona quinata
Kariona quinata is een haft uit de familie Leptophlebiidae. De wetenschappelijke naam van de soort is voor het eerst geldig gepubliceerd in 1981 door Peters & Peters.
De soort komt voor op eilanden in de Grote Oceaan.